# 33160 Denismukwege
33160 Denismukwege este un asteroid din centura principală de asteroizi.

## Descriere
33160 Denismukwege este un asteroid din centura principală de asteroizi. A fost descoperit pe 27 februarie 1998 la Observatorul La Silla de Eric Walter Elst. Asteroidul prezintă o orbită caracterizată de o semiaxă mare de 2,81 ua, o excentricitate de 0,13 și o înclinație de 17,5° în raport cu ecliptica.